# Pentobarbital
O pentobarbital (nome comercial: Nembutal, entre outros) é um barbitúrico comumente empregado como sedativo, hipnótico e antiespasmódico na forma de seus sais de sódio ou cálcio. O pentobarbital pode ocorrer tanto como um ácido livre quanto como sais salinos de elementos como sódio e cálcio. O ácido livre é apenas ligeiramente solúvel em água e etanol.

## Informações relevantes
Foram identificados os seguintes sintomas em alguns casos de uso do pentobarbital destacando: redução da pressão intra-craniana em pacientes com síndrome de Reye's, traumas e lesões cerebrais e indução ao coma em pacientes com isquemia.

## Medicina veterinária
É comum o uso para a eutanásia de animais juntamente com outros medicamentos.
É usado também como anestésico geral, a duração de sua ação é de 2 horas. É predominantemente metabolizado pelo fígado.

## Eutanásia em humanos
Pentobarbital é também usado em casos de morte assistida pelo governo, assim como para a eutanásia de presos condenados à pena de morte. São recorrentes os casos de suicídios envolvendo o medicamento, especialmente entre veterinários.